# Pajama Friends
Pajama Friends (hangul: 파자마 프렌즈, RR: Pajama Peurenjeu), es un programa de variedades surcoreano emitido desde el 15 de septiembre del 2018 hasta el 8 de diciembre del 2018 a través de Lifetime.

## Formato
El programa sigue a cuatro mujeres: Song Ji-hyo, Jang Yoon-ju, Cheng Xiao y Joy (quienes trabajan en campos diferentes de la industria), que se unen para disfrutar de unas vacaciones y de todo tipo de actividades de relajación de 2 días y 1 noche en hoteles de diferentes estilos dentro de Corea. El programa tiene el objetivo de promocionar el turismo y dar a conocer lugares adonde la gente puede llegar.

## Miembros

### Presentadoras
| Artista      | Ocupación                          | No. de Episodios | Duración | Ref.  |
| ------------ | ---------------------------------- | ---------------- | -------- | ----- |
| Song Ji-hyo  | Actriz                             | 13               | 2018     | [ 4 ] |
| Jang Yoon-ju | Modelo y actriz                    | 13               | 2018     | [ 4 ] |
| Cheng Xiao   | Cantante / Miembro de Cosmic Girls | 5                | 2018     | [ 4 ] |
| Joy          | Cantante / Miembro de Red Velvet   | 13               | 2018     | [ 4 ] |

### Invitados
| Nombre         | Ocupación                          | Episodio donde apareció | Duración | Notas                                                                      |
| -------------- | ---------------------------------- | ----------------------- | -------- | -------------------------------------------------------------------------- |
| Yoon Shi-yoon  | Actor                              | 12 - 13                 | 2018     | aparecieron como uno de los "Cinderella Boys".                             |
| Kim Jong-kook  | Cantante                           | 10 - 11                 | 2018     | aparecieron como uno de los "Cinderella Boys".                             |
| Park Yuri      | Modelo                             | 7                       | 2018     | Aparecieron como invitados de Jang Yoon-ju durante la fiesta de Halloween. |
| Kim Jinkun     | Modelo                             | 7                       | 2018     | Aparecieron como invitados de Jang Yoon-ju durante la fiesta de Halloween. |
| Jung-hak       | Modelo                             | 7                       | 2018     | Aparecieron como invitados de Jang Yoon-ju durante la fiesta de Halloween. |
| Min Jungki     | Modelo                             | 7                       | 2018     | Aparecieron como invitados de Jang Yoon-ju durante la fiesta de Halloween. |
| Eunseo         | Cantante / Miembro de Cosmic Girls | 5                       | 2018     | aparecieron como parte del detrás de escenas del episodio.                 |
| Wendy          | Cantante / Miembro de Red Velvet   | 5                       | 2018     | aparecieron como parte del detrás de escenas del episodio.                 |
| Seulgi         | Cantante / Miembro de Red Velvet   | 5                       | 2018     | aparecieron como parte del detrás de escenas del episodio.                 |
| Irene          | Cantante / Miembro de Red Velvet   | 5                       | 2018     | aparecieron como parte del detrás de escenas del episodio.                 |
| Kim Min-jae    | Actor                              | 4                       | 2018     | aparecieron como uno de los "Cinderella Boys".                             |
| Hong Jong-hyun | Actor                              | 2                       | 2018     | aparecieron como uno de los "Cinderella Boys".                             |

### Invitados especiales
| Nombre      | Ocupación                               | Episodios donde apareció | Notas |
| ----------- | --------------------------------------- | ------------------------ | --- |
| Seolhyun    | Cantante / Miembro de AOA               | 12-13                    | Reemplazó a Cheng Xiao debido a que se encontraba filmando su serie en China.                                                                        |
| Sunny       | Cantante / Miembro de Girls' Generation | 10-11                    | Reemplazó a Cheng Xiao debido a que se encontraba filmando su serie en China.                                                                        |
| Seulgi      | Cantante / Miembro de Red Velvet        | 10                       | Reemplazó a Joy, quien recibió tratamiento por su hombro lesionado.                                                                                  |
| Oh Ha-young | Cantante / Miembro de A Pink            | 8-9                      | Reemplazó a Cheng Xiao debido a que se encontraba filmando su serie en China.                                                                        |
| Goo Jae-yee | Actriz / Modelo                         | 6-7                      | Reemplazó a Cheng Xiao debido a que se encontraba filmando su serie en China. Apareció como invitada de Song Ji-hyo durante la fiesta de Halloween.  |
| Kim Soo-mi  | -                                       | 6-7                      | Reemplazó a Cheng Xiao debido a que se encontraba filmando su serie en China. Apareció como invitada de Jang Yoon-ju durante la fiesta de Halloween. |
| Wendy       | Cantante / Miembro de Red Velvet        | 6-7                      | Reemplazó a Cheng Xiao debido a que se encontraba filmando su serie en China. Apareció como invitada de Joy durante la fiesta de Halloween.          |

## Episodios
La primera temporada del programa estuvo conformada por 15 episodios, los cuales fueron emitidos todos los sábados a las 22:30 (KST).

### Hoteles visitados
- Four Seasons Hotel, en Gwanghwamun, Jongno-gu, Seúl. (ep. #1-2). Forma parte de una cadena de hoteles 5 estrellas de renombre mundial.
- Gyeongwonjae Ambassador Incheon, en Yeonsu-gu, Incheon. (ep. #3-4). Es el único hotel de 5 estrellas en forma de un apalacio Coreano Tradicional en el siglo XVI. El hotel es conocido por estar rodeado de modernos rascacielos y fue utilizado como lugr de rodaje de las series Goblin y The Great Seducer.
- Banyan Tree Club & Spa Seoul, en Namsan, Seúl. (ep. #6-7). Es un spa y resort con un concepto de villa, que forma parte de una cadena de hoteles de 5 estrellas de renombre mundial.
- Park Roche Hotel, en Jeongseon, Gangwon-do. (ep. #8-9). Es el primer hotel de 4 estrellas y el primero en el campo.
- Lotte World, en Jamsil-dong, Seúl. (ep. #10). Es un complejo recreativo que incluye su propio hotel, parque de atracciones, acuario, pista de hielo y zoológico.
- Vista WalkerHill Seoul, en Gwangjin-gu, Seúl. (ep. #10-11). Es una cadena de hoteles de estilo americano en el borde de Seúl, se encuentra situado en el lado menos poblado del Río Han, descansando en la montaña Achasan. Son los primeros hoteles en Corea que cuentan con servicio de comando de voz IOT para ajustar la iluminación, cortinas, entre otros.
- Anati Cove Spa & Resorts, en Gijan, Busan. (ep. #12-13). Aunque cuenta con vistas al mar, también es conocido por su spa y piscina, cuenta con su propia mini ciudad de compras, biblioteca grante con una mini biblioteca en cada unidad de apartamento del hotel extremadamente grande.
- Hilton Hotel, en Busan. (ep. #12-13). Es una cadena de hoteles de 5 estrellas de renombre mundial.

### Itinerario
- Registro temprano (3.ª parada): 11:00 a. m.
- Asamblea: 1:00 p. m.
- Check-in: 2:00 p. m.
- Cena: 7:00 p. m.
- Llegada del "Cinderella Boy": 10:00 p. m.
- Partida del "Cinderella Boy": 12:00 a. m.
- Limpieza: 12:30 a. m.
- Llamada de Daniel para despertar: 7:30 a. m.
- Ejercicio matutino: 9:00 a. m.
- Salida: 12:00 p. m.

## Producción
Contó con los directores Kim Joo-hyung y Young Seok-in, así como con los escritores Cha Hyun-jin, Jang So-ra, Kwon Min-jung, No Ji-hye y Yoo Ji-eun. Mientras que la producción ejecutiva estuvo a cargo de Kim Joo-hyung y Young Seok-in.
El programa es distribuido y emitido por la cadena Lifetime.
PJPJ, es un grupo de baile no promocional, generado a partir del episodio final, con Seolhyun como líder e instructora de baile y Jang Yoon-ju como la directora del MV.